# Oisly
Oisly és un municipi francès, situat al departament del Loir i Cher i a la regió de Centre – Vall del Loira. L'any 2007 tenia 333 habitants.

## Demografia

### Població
El 2007 la població de fet d'Oisly era de 333 persones. Hi havia 120 famílies, de les quals 24 eren unipersonals (12 homes vivint sols i 12 dones vivint soles), 44 parelles sense fills, 40 parelles amb fills i 12 famílies monoparentals amb fills.
La població ha evolucionat segons el següent gràfic:
Habitants censats

### Habitatges
El 2007 hi havia 169 habitatges, 135 eren l'habitatge principal de la família, 23 eren segones residències i 11 estaven desocupats. 166 eren cases i 2 eren apartaments. Dels 135 habitatges principals, 120 estaven ocupats pels seus propietaris, 13 estaven llogats i ocupats pels llogaters i 2 estaven cedits a títol gratuït; 1 tenia una cambra, 3 en tenien dues, 24 en tenien tres, 33 en tenien quatre i 74 en tenien cinc o més. 107 habitatges disposaven pel capbaix d'una plaça de pàrquing. A 65 habitatges hi havia un automòbil i a 63 n'hi havia dos o més.

### Piràmide de població
La piràmide de població per edats i sexe el 2009 era:
| Homes | Edats   | Dones |
| ----- | ------- | ----- |
| 0     | 95 o +  | 0     |
| 0     | 90 a 94 | 8     |
| 4     | 85 a 89 | 8     |
| 4     | 80 a 84 | 4     |
| 4     | 75 a 79 | 12    |
| 8     | 70 a 74 | 12    |
| 8     | 65 a 69 | 8     |
| 8     | 60 a 64 | 4     |
| 8     | 55 a 59 | 8     |
| 0     | 50 a 54 | 4     |
| 12    | 45 a 49 | 8     |
| 8     | 40 a 44 | 20    |
| 16    | 35 a 39 | 8     |
| 12    | 30 a 34 | 24    |
| 4     | 25 a 29 | 0     |
| 4     | 20 a 24 | 8     |
| 16    | 15 a 19 | 12    |
| 8     | 10 a 14 | 8     |
| 12    | 5 a 9   | 8     |
| 4     | 0 a 4   | 4     |

## Economia
El 2007 la població en edat de treballar era de 207 persones, 170 eren actives i 37 eren inactives. De les 170 persones actives 160 estaven ocupades (89 homes i 71 dones) i 10 estaven aturades (5 homes i 5 dones). De les 37 persones inactives 14 estaven jubilades, 14 estaven estudiant i 9 estaven classificades com a «altres inactius».

### Ingressos
El 2009 a Oisly hi havia 132 unitats fiscals que integraven 338 persones, la mediana anual d'ingressos fiscals per persona era de 18.419 €.

### Activitats econòmiques
Dels 11  establiments que hi havia el 2007, 2 eren d'empreses alimentàries, 1 d'una empresa de fabricació d'altres productes industrials, 2 d'empreses de construcció, 1 d'una empresa de comerç i reparació d'automòbils, 2 d'empreses d'hostatgeria i restauració, 1 d'una empresa immobiliària i 2 d'empreses de serveis.
Dels 3 establiments de servei als particulars que hi havia el 2009, 2 eren fusteries i 1 restaurant.
L'any 2000 a Oisly hi havia 21 explotacions agrícoles.

## Equipaments sanitaris i escolars
El 2009 hi havia una escola elemental integrada dins d'un grup escolar amb les comunes properes formant una escola dispersa.

## Poblacions més properes
El següent diagrama mostra les poblacions més properes.